# Valentine Ozornwafor
Valentine Ozornwafor (Port Harcourt, 1º giugno 1999) è un calciatore nigeriano, difensore del Septemvri Sofia.

## Caratteristiche tecniche
È un difensore centrale.

## Carriera

### Club
Ha giocato le sue prime partite da professionista con l'Enyimba nel 2019 nella prima divisione nigeriana. Nella stagione 2019-2020 ha giocato 4 partite nella seconda divisione spagnola con l'Almería; nella stagione successiva ha invece giocato una partita nella prima divisione turca con il Galatasaray. Successivamente ha vestito la maglia del Charleroi, nella prima divisione belga; ha inoltre giocato in prestito nella seconda divisione francese al Sochaux.

### Nazionale
Con la nazionale Under-20 nigeriana ha preso parte alla Coppa delle Nazioni Africane Under-20 2019 ed al campionato mondiale di calcio Under-20 2019; successivamente ha giocato anche con la nazionale nigeriana Under-23. Nel 2021 ha esordito in nazionale maggiore.

## Statistiche

### Cronologia presenze e reti in nazionale
| Cronologia completa delle presenze e delle reti in nazionale ― Nigeria | Cronologia completa delle presenze e delle reti in nazionale ― Nigeria | Cronologia completa delle presenze e delle reti in nazionale ― Nigeria | Cronologia completa delle presenze e delle reti in nazionale ― Nigeria | Cronologia completa delle presenze e delle reti in nazionale ― Nigeria | Cronologia completa delle presenze e delle reti in nazionale ― Nigeria | Cronologia completa delle presenze e delle reti in nazionale ― Nigeria | Cronologia completa delle presenze e delle reti in nazionale ― Nigeria |
| Data                                                                   | Città                                                                  | In casa                                                                | Risultato                                                              | Ospiti                                                                 | Competizione                                                           | Reti                                                                   | Note                                                                   |
| ---------------------------------------------------------------------- | ---------------------------------------------------------------------- | ---------------------------------------------------------------------- | ---------------------------------------------------------------------- | ---------------------------------------------------------------------- | ---------------------------------------------------------------------- | ---------------------------------------------------------------------- | ---------------------------------------------------------------------- |
| 3-6-2021                                                               | Wiener Neustadt                                                        | Nigeria                                                                | 0 – 1                                                                  | Camerun                                                                | Amichevole                                                             | -                                                                      | 90’                                                                    |
| 8-6-2021                                                               | Wiener Neustadt                                                        | Camerun                                                                | 0 – 0                                                                  | Nigeria                                                                | Amichevole                                                             | -                                                                      |                                                                        |
| Totale                                                                 |                                                                        | Presenze                                                               | 2                                                                      |                                                                        | Reti                                                                   | 0                                                                      |                                                                        |